# 石川県幼稚園の廃園一覧
石川県幼稚園の廃園一覧（いしかわけんようちえんのはいえんいちらん）は、石川県内の廃園となった幼稚園の一覧。対象となるのは、学制改革（1947年）以降に廃園となった幼稚園、及び分園である。園名は廃園当時のもの。廃園時に幼稚園（分園）が所在していた自治体がその後、合併により消滅している場合は、現行の自治体に含む。その他、現在休園中の県内の幼稚園や分園も事実上廃園となっているものが多いため、参考として本項に記載する。
（）内は、廃園になった年（もしくは、休園の措置が取られた年）、統合先の幼稚園など。明確な月日が記載されていないものは、3月31日付の廃園とする。

## 金沢市
- のびのび幼稚園
- 金沢第二幼稚園
- 北陸学院短期大学附属彦三幼稚園（1992年北陸学院短期大学附属第二幼稚園〈同年ウィン幼稚園へ改称〉へ統合）[1]
- 北陸学院短期大学附属ウィン幼稚園（2003年北陸学院第一幼稚園へ統合）[1]
- 川上幼稚園〈旧〉（2016年幼稚園型認定こども園川上幼稚園〈新〉へ移行）[2]
- 長町幼稚園〈旧〉（2016年幼稚園型認定こども園長町幼稚園、2019年幼保連携型認定こども園長町幼稚園〈新〉へ移行）[3]
- カルメン幼稚園〈旧〉（2017年幼保連携型認定こども園カルメン幼稚園〈新〉へ移行）[4]
- 金沢星稜大学附属星稜幼稚園〈旧〉（2017年幼保連携型認定こども園金沢星稜大学附属星稜幼稚園〈新〉へ移行）[4]
- 金沢幼稚園〈旧〉（2018年幼保連携型認定こども園金沢幼稚園〈新〉へ移行）[4]
- 桜木幼稚園〈旧〉（2018年幼保連携型認定こども園桜木幼稚園〈新〉へ移行）[4]
- 長町幼稚園〈旧〉（2019年幼保連携型認定こども園長町幼稚園〈新〉へ移行）[4]
- 木の花幼稚園〈旧〉（2019年認定こども園木の花幼稚園〈新〉へ移行）[5]
- みはる幼稚園〈旧〉（2020年幼保連携型認定こども園みはる幼稚園〈新〉へ移行）[4]
- 伏見幼稚園〈旧〉（2020年幼保連携型認定こども園伏見幼稚園〈新〉へ移行）[4]
- 馬場幼稚園〈旧〉（2021年幼保連携型認定こども園馬場幼稚園〈新〉へ移行）[4]
- 青竜幼稚園〈旧〉（2022年幼保連携型認定こども園青竜幼稚園〈新〉へ移行）[4]
- 金城幼稚園（2022年）[6]

## 七尾市
- 七尾市立あけぼの幼稚園（2008年）
- 大谷済美幼稚園（2011年）
- 七尾幼稚園〈旧〉（2015年幼保連携型認定こども園七尾幼稚園〈新〉へ移行）[4]
- 聖母幼稚園〈旧〉（2015年幼保連携型認定こども園聖母幼稚園〈新〉へ移行）[7]

## 小松市
- 粟津学園北陸幼稚園（休園開始時期不詳）[4]
- 智光幼稚園（2019年双葉保育所と統合し幼保連携型認定こども園ちこうへ）[8]

## 輪島市
- 和光幼稚園〈旧〉（2010年幼稚園型認定こども園和光幼稚園となり、2011年幼保連携型認定こども園和光幼稚園〈新〉へ移行）[9][注釈 1]
- 海の星幼稚園〈旧〉（2015年幼保連携型認定こども園海の星幼稚園〈新〉へ移行）[4]

## 珠洲市
- 鈴幼稚園（休園開始時期不詳）[4]

## 加賀市
- 加賀市立京逵幼稚園（2009年3月廃園）
- 加賀市立山中幼稚園（2003年3月廃園）
- かが幼稚園〈旧〉（2018年幼稚園型認定こども園かが幼稚園〈新〉へ移行）[10]

## 羽咋市
- 羽咋白百合幼稚園〈旧〉（2015年幼保連携型認定こども園羽咋白百合幼稚園〈新〉へ移行）[4]
- 羽咋幼稚園〈旧〉（2015年幼保連携型認定こども園羽咋幼稚園〈新〉へ移行）[11]

## かほく市
- 木津幼稚園〈旧〉（2018年幼保連携型認定こども園木津幼稚園〈新〉へ移行）[4]
- うのけ幼稚園〈旧〉（2019年幼保連携型認定こども園うのけ幼稚園〈新〉へ移行）[4]

## 白山市
- 白山市立松任西幼稚園
- 白山市立松任幼稚園（2023年[12]白山市立松任こども園[13]へ移行）
- とくの幼稚園〈旧〉（2023年幼稚園型認定こども園とくの幼稚園〈新〉へ移行）[14]

## 野々市市
- 青竜第二幼稚園〈旧〉（2023年幼保連携型認定こども園青竜第二幼稚園〈新〉へ移行）[15]

## 河北郡
- 津幡町立つばた幼稚園（2022年）[16]
- 誠美幼稚園〈旧〉（2021年幼保連携型認定こども園誠美幼稚園〈新〉へ移行）[4]

## 鹿島郡
- ひかり幼稚園（休園開始時期不詳）[4]

## 鳳珠郡
- 穴水町立真名井幼稚園（2009年）[17]